# Jimmy Duncan (homme politique)
Pour les articles homonymes, voir Duncan.
John James Duncan Jr. dit Jimmy Duncan, né le 21 juillet 1947 à Lebanon (Tennessee), est un homme politique américain, représentant républicain du Tennessee à la Chambre des représentants des États-Unis de 1988 à 2019.

## Biographie
Il étudie à l'université du Tennessee et à l'université George Washington et devient avocat. Juge du comté de Knox à partir de 1981, il est parallèlement engagé dans l'Army National Guard et dans l'armée de réserve des États-Unis de 1970 à 1987.
Lorsque son père John Duncan Sr. meurt d'un cancer, Duncan brigue sa succession à la Chambre des représentants des États-Unis dans le 2e district du Tennessee, où il était élu depuis 23 ans. Le 8 novembre 1988, il est élu pour terminer le mandat de son père et pour le mandat suivant. Il réunit 56 % des voix face au démocrate Dudley Taylor. Il est depuis réélu tous les deux ans avec plus de 70 % des suffrages. En juillet 2017, après près de 30 ans de mandat, Duncan annonce qu'il ne sera pas candidat lors des élections de 2018.

## Positions politiques
Jimmy Duncan est un républicain conservateur sur les questions économiques comme sur les questions de société. Il est cependant l'un des rares républicains à voter contre l'invasion de l'Irak en 2002.